# Desmia tenuizona
Desmia tenuizona là một loài bướm đêm trong họ Crambidae.